# Ivan Aleksejevič Bunjin
Ivan Aleksejevič Bunjin, (rus. Ива́н Алексе́евич Бу́нин, Voronjež, 22. listopada 1870. – Pariz, 8. studenoga 1953.), ruski književnik.
Bio je ruski pripovedač i pjesnik; počeo je kao pjesnik duboko doživljenog ruskog pejzaža, nastavljajući tradiciju ruske lirike iz sredine XIX v. U prozi je obrađivao propadanje plemstva i njegove kulture u tradiciji Turgenjeva i Lava Tolstoja, a u malom žanru ugledao se na Čehova. Emigrirao je 1919.; u tom periodu vratio se uspomenama i tami propadanja i plemstva. Izvanredan stilist, u strogim ritmovima i originalnim metaforama ostvario je plastičnu fakturu stiha i prozne rečenice. Nobelovu nagradu za književnost dobio je 1933. godine.

## Djela
- "Selo",
- "Gospodin iz San Francisca",
- "Suhodol",
- "Mitjina ljubav",
- "Život Arsenjeva",
- "Lijep život",
- "Antonovske jabuke",
- memoari "Uspomene".